# Jennifer Grey

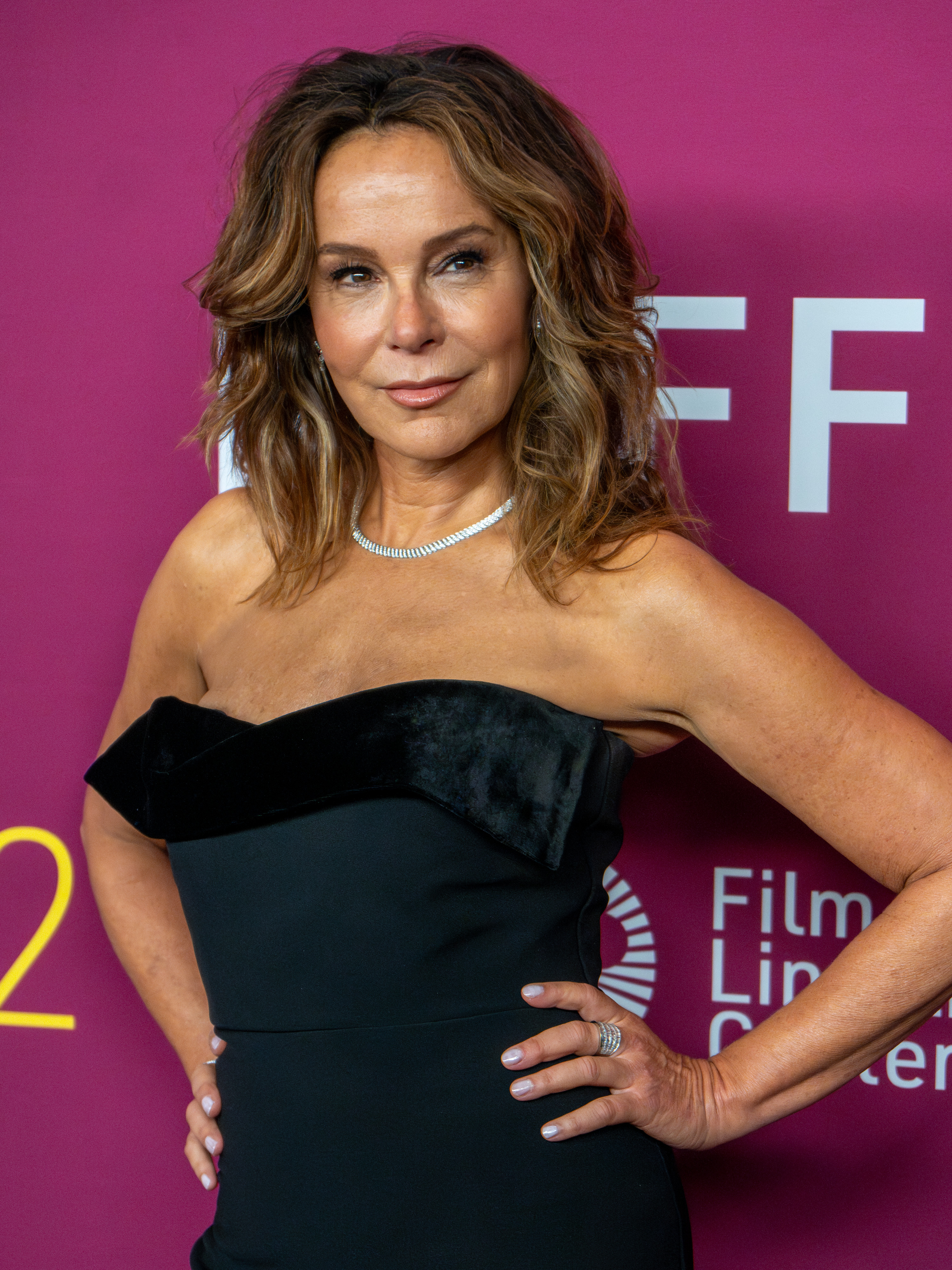
Jennifer Grey, 2024

Jennifer Grey (* 26. März 1960 in New York City) ist eine US-amerikanische Schauspielerin. Sie wurde 1987 als Frances „Baby“ Houseman im erfolgreichen Tanzfilm Dirty Dancing weltweit bekannt.

## Leben

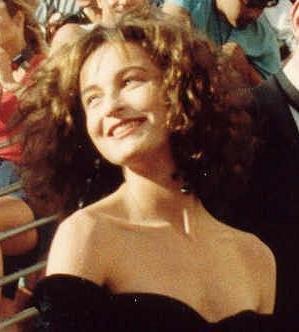
Jennifer Grey, 1988

Jennifer Grey ist die Tochter des Schauspielers Joel Grey (Cabaret, Chicago) und die Enkelin des US-Komikers und Musikers Mickey Katz. Ihr Debüt gab Grey in James Foleys Reckless – Jung und rücksichtslos als Partnerin von Daryl Hannah. Kurz darauf spielte sie neben Richard Gere und Nicolas Cage in dem Gangsterfilm The Cotton Club von Francis Ford Coppola. Grey wirkte danach in den Filmen Der Sieger – American Flyers mit Kevin Costner und Ferris macht blau mit Matthew Broderick mit, bevor ihr 1987 der Durchbruch mit dem Tanzfilm Dirty Dancing in der Rolle der 17-Jährigen Frances Houseman gelang, der ihr auch eine Nominierung für den Golden Globe einbrachte.
Nach einer Nasenoperation durchlebte Grey Anfang der 1990er Jahre ein Karrieretief. Durch diesen Eingriff sollte ihr Aussehen einem konventionellen Schönheitsideal angeglichen werden. Danach war sie aber kaum wiederzuerkennen und entsprach offenbar auch nicht mehr ihrem bisherigen Rollentypus. Sie selbst äußerte sich dazu später folgendermaßen:

“I went in the operating theatre a celebrity – and came out anonymous. It was like being in a witness protection program or being invisible. I remember going to a restaurant where I had been going for years. I ran into people I knew and would say, ‘Hey.’ Nothing. I‘ll always be this once-famous actress nobody recognizes […] because of a nose job.”

„Ich bin als Berühmtheit in den Operationssaal gegangen – und als Unbekannte herausgekommen. Es war wie in einem Zeugenschutzprogramm oder als wäre man unsichtbar. Ich erinnere mich, ein Restaurant besucht zu haben, das ich schon seit Jahren besucht hatte. Ich bin [dort] Leuten, die ich kannte, begegnet und habe ‚Hey‘ gesagt. Nichts. Ich werde immer diese einstmals berühmte Schauspielerin sein, die niemand erkennt […] wegen einer Nasen-OP.“

Nach ihrer Operation konnte Grey nicht mehr an ihre früheren Erfolge anknüpfen. Bis heute wirkte sie überwiegend in amerikanischen Fernsehfilmen mit. Einen ihrer wenigen Auftritte in internationalen Kinoproduktionen hatte sie 2000 neben Gwyneth Paltrow und Ben Affleck in dem Filmdrama Bounce – Eine Chance für die Liebe. 2010 wurde sie mit Tanzpartner Derek Hough Siegerin der amerikanischen Tanz-Show Dancing with the Stars. Von 2014 bis 2017 spielte sie die Hauptrolle der Judy Meyers in der Amazon-Serie Red Oaks.
Im Jahr 2018 wurde sie in die Academy of Motion Picture Arts and Sciences berufen, die jährlich die Oscars vergibt.
2022 erschien ihre Biografie Out of the Corner.
Grey war 1986 ein Jahr mit Matthew Broderick und Ende der 1980er-Jahre kurz mit Johnny Depp liiert. Am 21. Juli 2001 heiratete sie den Schauspieler und Drehbuchautor Clark Gregg und brachte am 3. Dezember 2001 in Los Angeles eine Tochter zur Welt. 2021 ließ das Paar sich scheiden.

## Filmografie (Auswahl)
- 1984: Jung und rücksichtslos (Reckless)
- 1984: Die rote Flut (Red Dawn)
- 1984: Cotton Club
- 1985: Die Sieger – American Flyers (American Flyers)
- 1985: Cindy Eller: A Modern Fairy Tale (TV)
- 1986: Der Equalizer (Fernsehserie, Folge 2x03 Mordmotiv auf Video)
- 1986: Ferris macht blau (Ferris Bueller’s Day Off)
- 1987: Dirty Dancing
- 1988: Gandahar (Stimme, Alternativtitel: Light Years)
- 1989: Bluthunde am Broadway (Bloodhounds of Broadway)
- 1990: Magic Woman (If the Shoe Fits) (TV)
- 1990: Murder in Mississippi (TV)
- 1990: Criminal Justice (TV)
- 1991: Und es gab nur einen Zeugen (Eyes of a Witness) (TV)
- 1992: Wind
- 1993: Ein Fall für den Mörder (A Case for Murder) (TV)
- 1995: The West Side Rhythm (TV)
- 1995: Friends (Fernsehserie, Folge 1x19–1x20)
- 1996: Portraits of Innocence
- 1996: Lover’s Knot – Eine Liebe mit Hindernissen (Lover’s Knot)
- 1997: Red Meat
- 1997: The Player (TV)
- 1998: Du wirst um Gnade betteln (Outrage)
- 1998: The Secrets of My Heart
- 1998: Dümmer geht’s immer (Since You’ve Been Gone) (TV)
- 1999–2002: Irgendwie L.A. (It’s Like, You Know…, Fernsehserie, 26 Folgen)
- 2000: Bounce – Eine Chance für die Liebe (Bounce)
- 2001: Das Ritual – Im Bann des Bösen (Ritual)
- 2006: Road to Christmas (TV)
- 2007: John from Cincinnati (Fernsehserie, 3 Folgen)
- 2008: Redbelt
- 2008: Keith
- 2008–2014: Phineas und Ferb (Fernsehserie, 8 Folgen, Stimme)
- 2010: Dancing with the Stars (Fernsehsendung)
- 2010: Dr. House (Fernsehserie, Folge 7x05 Wer qualifiziert sich für das vierte Gebot?)
- 2013: Wie der Wind sich hebt (Kaze tachinu, Stimme)
- 2014: In Your Eyes
- 2014–2017: Red Oaks (Fernsehserie, 21 Folgen)
- 2018: Gans im Glück (Duck Duck Goose, Stimme von Edna)
- 2018: Untogether
- 2019: Grey’s Anatomy (Fernsehserie, 3 Folgen)
- 2019: Bittersweet Symphony
- 2020: Die Conners (The Conners, Fernsehserie, 2 Folgen)
- 2022: Dollface (Fernsehserie, Folge 2x08 Homecoming Queen)
- 2023: Gwen Shamblin: Starving for Salvation (Fernsehfilm)
- 2024: A Real Pain
- 2025: Dieser eine Augenblick (Wish You Were Here)